# Duncan Macmillan
Duncan Macmillan (1980) è un drammaturgo, sceneggiatore e regista teatrale britannico.

## Biografia
Duncan Macmillan ha cominciato a scrivere per il teatro nel 2005, esordendo al Theatre 503 di Londra con la pièce The Most Human Way to Kill a Lobster. Dopo altre opere minori portate in scena nell'Off-West End, Macmillan si affermò nel 2011 con la commedia drammatica Lungs, debuttata a Washington e poi portata in scena anche nel Regno Unito, Canada, Italia e Germania.
Il successo dell'autore fu riconfermato due anni più tardi con un acclamato adattamento teatrale del romanzo di George Orwell 1984 che, co-diretto da Robert Icke e dallo stesso Macmillan, fu portato in scena nel West End di Londra e a Broadway nel 2017. La pièce valse a Macmillan la sua prima candidatura al Laurence Olivier Award alla migliore nuova opera teatrale, seguita nel 2016 da una seconda nomination  per il dramma People Places and Things, debuttato al National Theatre di Londra nel 2015 e poi riproposto con successo nel West End e nell'Off-Broadway.

## Filmografia parziale

### Sceneggiatore
- The Crown - serie TV, 1 episodio (2016)
- Trigonometry - serie TV, 20 episodi (2020)

## Teatro
- The Most Humane Way To Kill a Lobster (2005)
- Monster (2007)
- Donuts (2010)
- Platform (2010)
- Skycraper (2010)
- Don Juan Comes Back From the War (2011)
- Lungs (2011)
- Reise Durch Die Nacht (2013)
- 1984 (2013)
- Every Brilliant Thing (2013)
- A Sorrow Beyond Dreams (2014)
- The Forbidden Zone (2014)
- 2071 (2014)
- People, Places and Things (2015)
- City of Glass (2017)

## Libri
- Ogni bellissima cosa, traduzione di Monica Nappo, Bologna, Cue Press, 2019. ISBN 9788855100656.